# 이별 능력
이별 능력(Saying Good-bye)은 한국에서 제작된 김민준 감독의 2010년 드라마 영화이다. 박용수 등이 주연으로 출연하였다.

## 출연

### 주연
- 박용수
- 기주봉
- 이명희
- 최승해
- 김다래
- 전현석
- 박정빈
- 정찬빈

## 제작진
- 프로듀서: 김민준